# Autoridad Portuaria de la Bahía de Algeciras
La Autoridad Portuaria de la Bahía de Algeciras (APBA) es una Autoridad Portuaria española dependiente de Puertos del Estado. Es una de las 28 existentes en España, y la que gestiona mayor tráfico. Es el organismo responsable de los puertos de la bahía de Algeciras y Tarifa.
Son aguas de su dependencia todas las costeras de la bahía de Algeciras